# اووگلوی (مینه‌سوتا)
اووگلوی، مینه‌سوتا (به انگلیسی: Ogilvie, Minnesota) یک شهر در ایالات متحده آمریکا است که در Kanabec County واقع شده‌است.

## خصوصیات
اووگلوی ۲٫۴۱ کیلومترمربع مساحت و ۳۶۹ نفر جمعیت دارد و ۳۲۰ متر بالاتر از سطح دریا واقع شده‌است.

## نگارخانه

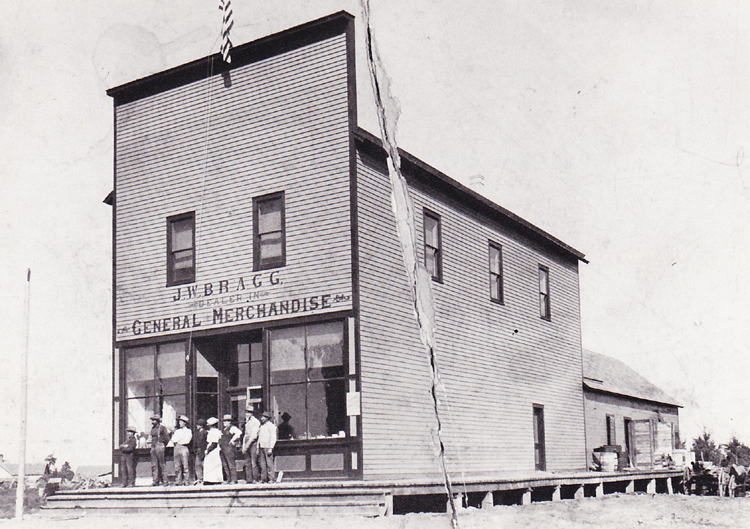